# Ostry Wierch Waksmundzki
Der Ostry Wierch Waksmundzki ist ein Berg in der polnischen Hohen Tatra mit einer Höhe von 1475 m n.p.m.

## Lage und Umgebung
Der Gipfel liegt in der Nähe des Suchy Wierch Waksmundzki, von dem ihn der Bergpass Wyżnia Filipczańska Przełęcz trennt, sowie der Zadnia Kopa Sołtysia, von dem ihn der Bergpass Zadnia Przełęcz Sołtysia trennt, im Tatra-Nationalpark. 
Der Gipfel liegt oberhalb der Täler Dolina Filipka und Pańszczyca-Tal. Der Gipfel ist bewaldet.

## Etymologie
Der Name Ostry Wierch Waksmundzki lässt sich als Spitzer Waksmunder Gipfel übersetzen.

## Tourismus
In der Nähe des Gipfels des Ostry Wierch Waksmundzki kreuzen sich zwei Wanderwege.

### Routen zum Gipfel
In der Nähe des Gipfels kreuzen ein Wanderweg: 
- ▬ Der grün markierte Wanderweg führt von dem Berg Wierchporoniec über den Gipfel auf die Alm Rusinowa Polana auf den Gipfel Gęsia Szyja und weiter ins Tal Dolina Gąsienicowa.

- ▬ Der rot markierte Wanderweg führt von dem Zakopaner Stadtteil Kuźnice über den Gipfel zum Bergsee Meerauge.

## Belege
- Zofia Radwańska-Paryska, Witold Henryk Paryski, Wielka encyklopedia tatrzańska, Poronin, Wyd. Górskie, 2004, ISBN 83-7104-009-1.
- Tatry Wysokie słowackie i polskie. Mapa turystyczna 1:25.000, Warszawa, 2005/06, Polkart ISBN 83-87873-26-8.

## Panorama

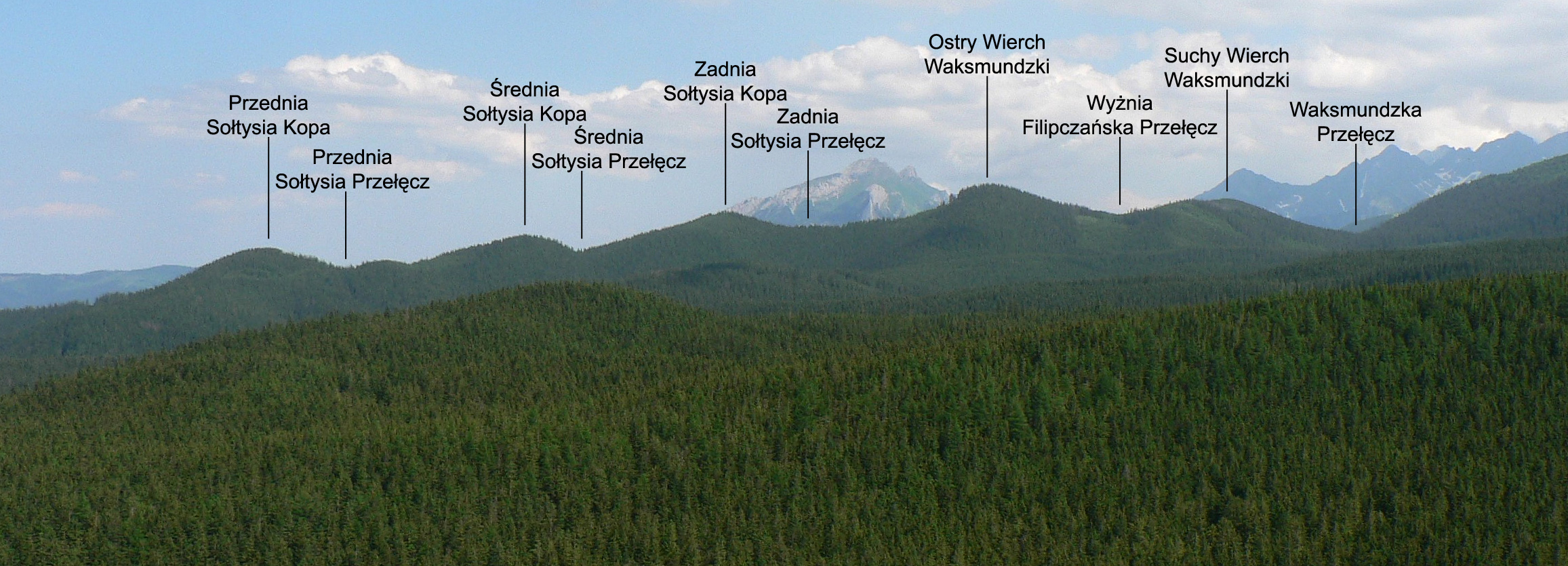
Blick vom Gipfel Wielki Kopieniec auf den Ostry Wierch Waksmundzki und die Kopy Sołtysie